# پگس (اکلاهما)
پگس(به انگلیسی: Peggs) شهری در ایالت اکلاهما کشور ایالات متحده آمریکا است که جمعیت آن در سرشماری سال ۲۰۱۰ میلادی، ۸۱۳ نفر بوده‌است.